# عامل نخر الورم (عائلة عليا)
عوامل نخر الورم (بالإنجليزية: Tumor necrosis factors)‏ هي مجموعة من سيتوكينات يمكن أن تسبب الاستماتة. أول عاملين اكتشفا كانا كما يلي:
- عامل نخر الورم ألفا
- عمال نخر الورم بيتا، ويسمى حاليا لمفوتوكسين ألفا

ومن العوامل الأخرى:
- CD70
- CD153
- OX40L
- سي دي137
- Fas ligand